# واترپلو در المپیک تابستانی ۱۹۷۲
واترپلو در بازی‌های المپیک تابستانی ۱۹۷۲ نام رویداد ورزش واترپلو در بازی‌های المپیک تابستانی بود که در سال ۱۹۷۲ برگزار شد.